# 1980 en science-fiction
| Années de la science-fiction : 1977 - 1978 - 1979 - 1980 - 1981 - 1982 - 1983    |
| Décennies de la science-fiction : 1950 - 1960 - 1970 - 1980 - 1990 - 2000 - 2010 |

L'année 1980 a été marquée, en matière de science-fiction, par les événements suivants.

## Naissances et décès

### Décès
- 8 mars : Wallace G. West, écrivain américain, né en 1900, mort à 79 ans.
- 2 juin : Joseph Samachson, écrivain américain, né en 1906, mort à 73 ans.
- 30 septembre : B. R. Bruss, écrivain français, né en 1895, mort à 84 ans.

## Prix

### Prix Hugo
- Roman : Les Fontaines du paradis (The Fountains of Paradise) par Arthur C. Clarke
- Roman court : Enemy Mine par Barry B. Longyear
- Nouvelle longue : Les Rois des sables (Sandkings) par George R. R. Martin
- Nouvelle courte : Par la croix et le dragon (The Way of Cross and Dragon) par George R. R. Martin
- Livre non-fictif : The Science Fiction Encyclopedia (Peter Nicholls, éd.)
- Film ou série : Alien, le huitième passager, réalisé par Ridley Scott
- Éditeur professionnel : George H. Scithers
- Artiste professionnel : Michael Whelan
- Magazine amateur : Locus, dirigé par Charles N. Brown
- Écrivain amateur : Bob Shaw
- Artiste amateur : Alexis Gilliland
- Prix Campbell : Barry B. Longyear
- Prix Gandalf (grand maître) : Ray Bradbury

### Prix Nebula
- Roman : Un paysage du temps (Timescape) par Gregory Benford
- Roman court : The Unicorn Tapestry par Suzy McKee Charnas
- Nouvelle longue : Les Vilains Poulets (The Ugly Chickens) par Howard Waldrop
- Nouvelle courte : La Grotte des cerfs qui dansent (Grotto of the Dancing Bear) par Clifford D. Simak

### Prix Locus
- Roman de science-fiction : Titan (Titan) par John Varley
- Roman de fantasy : Harpist in the Wind par Patricia A. McKillip
- Roman court : Enemy Mine par Barry B. Longyear
- Nouvelle longue : Les Rois des sables (Sandkings) par George R. R. Martin
- Nouvelle courte : Par la croix et le dragon (The Way of Cross and Dragon) par George R. R. Martin
- Recueil de nouvelles d'un auteur unique : Convergent Series par Larry Niven
- Anthologie : Universe 9 par Terry Carr, éd.
- Livre apparenté à la non fiction : The Science Fiction Encyclopedia par Peter Nicholls, éd.
- Livre d'art ou illustré : Barlowe's Guide to Extraterrestrials par Wayne Douglas Barlowe et Ian Summers
- Magazine : The Magazine of Fantasy & Science Fiction
- Maison d'édition : Ballantine Books / Del Rey Books
- Artiste : Michael Whelan

### Prix British Science Fiction
- Roman : Un paysage du temps (Timescape) par Gregory Benford
- Fiction courte : Le Brave Petit Grille-pain (The Brave Little Toaster) par Thomas M. Disch

### Prix E. E. Smith Memorial
- Lauréat : Jack L. Chalker

### Prix Seiun
- Roman japonais : Hōseki dorobō par Masaki Yamada

### Prix Apollo
- Persistance de la vision (The Persistence of Vision) par John Varley

### Grand prix de l'Imaginaire
- Roman francophone : L'Épouvante par Daniel Walther
- Nouvelle francophone : Les Hautes plaines par Pierre Giuliani

### Graoully d'or
- Roman français : La Lune noire d’Orion par Francis Berthelot
- Roman étranger : Les Crocs et les Griffes (The Jaws That Bite, the Claws That Catch) par Michael G. Coney

## Parutions littéraires

### Romans
- Parabellum tango par Pierre Pelot
- Le Pays du fou rire par Jonathan Carroll
- Les Pilotes de la Grande Porte par Frederik Pohl

### Anthologies et recueils de nouvelles
- Univers 1980

### Nouvelles
- Le Voyage gelé, par Philip K. Dick.
- Une torture à visage humain, par André Ruellan.

## Sorties audiovisuelles

### Films
- Au-delà du réel par Ken Russell.
- Flash Gordon par Mike Hodges.
- Saturn 3 par Stanley Donen et John Barry.
- Star Wars, épisode V : L'Empire contre-attaque  par Irvin Kershner.
- Le Trou noir par Gary Nelson.

### Téléfilms
- Les Machines diaboliques par François Villiers.